# Phyllodactylus galapagensis
Phyllodactylus galapagensis (листопалий гекон галапагоський) — вид геконоподібних ящірок родини Phyllodactylidae. Ендемік Галапагоських островів.

## Підвиди
- Phyllodactylus galapagensis daphnensis Van Denburgh, 1912
- Phyllodactylus galapagensis olschkii Lanza, 1973
- Phyllodactylus galapagensis galapagensis Peters, 1869

Phyllodactylus maresi раніше вважався підвидом галапагоського листопалого гекона, однак був визнаний окремим видом.

## Поширення і екологія
Галапагоські листопалі гекони мешкають на більшості великих островів Галапагоського архіпелагу, зокрема на островах Ісабела, Санта-Крус, Еспаньйола і Сантьяґо. Вони живуть в різноманітиних природних середовищах, зокрема в сухих тропічних лісах і садах, трапляються в людських поселеннях. Зустрічаються на висоті до 500 м над рівнем моря.

## Збереження
МСОП класифікує стан збереження цього виду як близький до загрозливого. Галапагоським листопалим геконам загрожує конкуренція з інтродукованими геконами Hemidactylus frenatus і Phyllodactylus reissii, які живуть у схожих природних середовищах і витісняють галапагоських листопалих геконів з міст.